# 郭畀
郭畀（1280年—1355年），字天錫，號雲山、又号退思，元代書法家。

## 生平
郭畀是郭景星的長子。生於至元十七年（1280年）。祖籍洺水，靖康之變後，遷居於京口（今江蘇鎮江）。通曉蒙古文，身材魁梧，蓄有鬍鬚，人稱郭髯。歷任饒州路鄱江書院山長、處州青田縣臘原巡檢等。
能繪畫，仿米芾，又取法高克恭，擅畫山水及竹石窠木。書法學趙孟頫，曾代赵书写《雪松斋集》，赵作跋对郭称許备至。与无锡画家倪瓒为好友。元統三年（1335年）卒。

## 著作
有《幽篁枯木圖》傳世，現藏於日本京都國立博物館。著有《退思集》，身后由其子郭启裒集编成，有俞希鲁序。另有《雲山日记》，清代节选为《客杭日记》刊行。